# Robert Beck
Robert Beck (n. 30 decembrie 1936, San Diego, California, SUA – d. 2 aprilie 2020, San Antonio, Texas, SUA) a fost un scrimer american, medaliat olimpic. A participat la două ediții ale Jocurilor Olimpice (1960, 1968) în care a câștigat o medalie de bronz.